# عروة بن مضرس بن أوس
عُرْوَةُ بْنُ مُضَرِّسِ بْنِ أَوْسِ بْنِ حَارِثَةَ بنِ لَأْمٍ الطائيُّ صحابي جليل. أَسْلَمَ وَصَحِبَ النَّبِيَّ - صَلَّى اللَّهُ عَلَيْهِ وَسَلَّمَ - شَهِدَ حَجَّةَ الْوَدَاعِ مَعَ النَّبِيِّ صَلَّى اللَّهُ عَلَيْهِ وَسَلَّمَ، ونزل الكوفة بعد ذلك. روى عنه الشعبي وهو الذي بعث معه خالد بن الوليد بعيينة بن حصن لما أسره يوم البطاح مرتدا إلى أبي بكر الصديق. قَالَ والبطاح ماء لبني تميم. قَالَ: أَخْبَرَنَا الْفَضْلُ بْنُ دُكَيْنٍ قَالَ: حَدَّثَنَا زكرياء عَنْ عَامِرٍ قَالَ: حَدَّثَنِي عُرْوَةَ بْنِ مُضَرِّسِ بْنِ أَوْسِ بْنِ حَارِثَةَ بْنِ لأْمٍ أَنَّهُ حَجَّ عَلَى عَهْدِ رَسُولِ اللَّهِ - صَلَّى اللَّهُ عَلَيْهِ وَسَلَّمَ - فَلَمْ يُدْرِكِ النَّاسَ إِلا لَيْلا وَهُمْ بِجَمْعٍ. فَانْطَلَقَ إِلَى رَسُولِ اللَّهِ - صَلَّى اللَّهُ عَلَيْهِ وَسَلَّمَ - إِلَى عَرَفَاتٍ لَيْلا فَأَفَاضَ مِنْهَا ثُمَّ رَجَعَ إِلَى جَمْعٍ. فَأُتِيَ رَسُولُ اللَّهِ - صَلَّى اللَّهُ عَلَيْهِ وَسَلَّمَ - فَقَالَ: يَا رَسُولَ اللَّهِ أَعْمَلْتُ نَفْسِي وَأَنْضَيْتُ رَاحِلَتِي فَهَلْ لِي مِنْ حَجٍّ؟ 

## روايته للحديث النبوي
- روى عن: النبي محمد ﷺ:

عَنِ الشَّعْبِيِّ، عَنْ عُرْوَةَ بْنِ مُضَرِّسٍ أَنَّ النَّبِيَّ صَلَّى اللهُ عَلَيْهِ وَسَلَّمَ قَالَ: «الْمَرْءُ مَعَ مِنْ أَحَبَّ».
- روى عنه: عامر بن شراحيل الشعبي وعروة بن الزبير بن العوام و حميد بن منهب بن الحارثة الطائي.